# Leštiny
Leštiny es un municipio del distrito de Dolný Kubín en la región de Žilina, Eslovaquia, con una población estimada a final del año 2024 de 308 habitantes.
Se encuentra ubicado en el centro de la región, cerca del curso alto del río Váh (cuenca hidrográfica del Danubio) y de la frontera con la República Checa y Polonia.

## Demografía
| Año        | 1994 | 2004 | 2014     | 2024     |
| ---------- | ---- | ---- | -------- | -------- |
| Población  | 225  | 225  | 265      | 308      |
| Diferencia |      | +0 % | +17,77 % | +16,22 % |

| Año        | 2023 | 2024    |
| ---------- | ---- | ------- |
| Población  | 309  | 308     |
| Diferencia |      | −0,32 % |